# Ivan Křivý
Ivan Křivý (22. května 1940 Vsetín – 14. října 2016 Ostrava) byl český matematik a vysokoškolský učitel, v letech 1997 až 2000 děkan Přírodovědecké fakulty Ostravské univerzity (PřF OU).

## Život
Narodil se v květnu 1940 ve Vsetíně. Vystudoval jadernou chemii na Fakultě technické a jaderné fyziky ČVUT v Praze. Poté získal v oboru experimentální fyzika titul kandidáta věd a v oboru fyzika pak také doktora přírodních věd; oba obory vystudoval na Matematicko-fyzikální fakultě Univerzity Karlovy. Dále se však ve své kariéře zaměřil na studium matematiky, habilitoval v oboru aplikovaná matematika na Fakultě informačních technologií ČVUT a poté se stal navíc profesorem na Fakultě přírodních věd Žilinské univerzity.
V roce 1991 byl jedním ze členů přípravného výboru při zakládání Ostravské univerzity a v letech 1997 až 2000 působil jako děkan její Přírodovědecké fakulty. V červenci 2016 se chystal na svůj odchod do důchodu, tou dobou působil na Katedře informatiky a počítačů PřF OU. Zemřel o pouhé tři měsíce později v říjnu 2016 v Ostravě. Poslední rozloučení proběhlo v krematoriu ve Slezské Ostravě.
Během své kariéry byl oceněn pamětní medailí a pamětním listem, a to při příležitosti desátého, respektive dvacátého výročí založení Ostravské univerzity.